# Pertahanan
Pertahanan is een bestuurslaag in het regentschap Asahan van de provincie Noord-Sumatra, Indonesië. Pertahanan telt 2095 inwoners (volkstelling 2010).